# Gorgonidium
Gorgonidium é um género botânico da família das aráceas.